# العلاقات الروسية اللوكسمبورغية
العلاقات الروسية اللوكسمبورغية هي العلاقات الثنائية التي تجمع بين روسيا ولوكسمبورغ.

## مقارنة بين البلدين
هذه مقارنة عامة ومرجعية للدولتين:
| وجه المقارنة                                              | روسيا                                   | لوكسمبورغ                                                     |
| --------------------------------------------------------- | --------------------------------------- | ------------------------------------------------------------- |
| المساحة (كم2)                                             | 17.08 مليون                             | 2.59 ألف                                                      |
| عدد السكان (نسمة)                                         | 146.80 مليون                            | 599.45 ألف                                                    |
| الكثافة السكانية (ن./كم²)                                 | 8.59                                    | 231.45                                                        |
| العاصمة                                                   | موسكو                                   | لوكسمبورغ                                                     |
| اللغة الرسمية                                             | اللغة الروسية                           | اللغة اللوكسمبورغية، لغة فرنسية، اللغة الألمانية              |
| العملة                                                    | روبل روسي                               | يورو، فرنك لوكسمبورغ                                          |
| الناتج المحلي الإجمالي (بليون دولار)                      | 1.58 تريليون                            | 62.40 مليار                                                   |
| الناتج المحلي الإجمالي (تعادل القوة الشرائية) بليون دولار | 3.69 تريليون                            | 58.13 مليار                                                   |
| الناتج المحلي الإجمالي الاسمي للفرد دولار أمريكي          | 9.09 ألف                                | 101.45 ألف                                                    |
| الناتج المحلي الإجمالي للفرد دولار أمريكي                 |                                         | 101.93 ألف                                                    |
| مؤشر التنمية البشرية                                      | 0.798                                   | 0.892                                                         |
| رمز المكالمات الدولي                                      | +7                                      | +352                                                          |
| رمز الإنترنت                                              | .ru، .рф، .рус ‏، .su                    | .lu                                                           |
| المنطقة الزمنية                                           | Magadan Time ‏، ت ع م+02:00، ت ع م+12:00 | توقيت وسط أوروبا، ت ع م+01:00، ت ع م+02:00، أوروبا/لوكسمبورج ‏ |

## منظمات دولية مشتركة
يشترك البلدان في عضوية مجموعة من المنظمات الدولية، منها:
| علم المنظمة | اسم المنظمة                        | تاريخ انضمام روسيا | تاريخ انضمام لوكسمبورغ |
| ----------- | ---------------------------------- | ------------------ | ---------------------- |
|             | منظمة الشرطة الجنائية الدولية      | 27 سبتمبر 1990     | ?                      |
|             | الاتحاد البريدي العالمي            | ?                  | ?                      |
|             | منظمة التجارة العالمية             | 22 أغسطس 2012      | ?                      |
|             | الفريق المعني برصد الأرض           | ?                  | ?                      |
|             | مجموعة الموردين النوويين           | ?                  | ?                      |
|             | مؤسسة التنمية الدولية              | 16 يونيو 1992      | 4 يونيو 1964           |
|             | اتفاقية السماوات المفتوحة          | ?                  | ?                      |
|             | منظمة الأمن والتعاون في أوروبا     | 1992               | 25 يونيو 1973          |
|             | مؤسسة التمويل الدولية              | 12 أبريل 1993      | 4 أكتوبر 1956          |
|             | مجلس أوروبا                        | 28 فبراير 1996     | ?                      |
|             | منظمة حظر الأسلحة الكيميائية       | ?                  | ?                      |
|             | الأمم المتحدة                      | 24 أكتوبر 1945     | 24 أكتوبر 1945         |
|             | الاتحاد الدولي للاتصالات           | 1866               | 2 مارس 1866            |
|             | البنك الدولي للإنشاء والتعمير      | 16 يونيو 1992      | 27 ديسمبر 1945         |
|             | وكالة ضمان الاستثمار متعدد الأطراف | 29 ديسمبر 1992     | 29 أغسطس 1991          |
|             | نظام تحكم تكنولوجيا القذائف        | 1995               | 1990                   |
|             | يونسكو                             | 21 أبريل 1954      | 27 أكتوبر 1947         |

## أعلام
هذه قائمة لبعض الشخصيات التي تربطها علاقات بالبلدين:
- كزافييه بيتل (سياسي لوكسمبورغي، 3 مارس 1973 – )

## وصلات خارجية
- موقع وزارة الخارجية الروسية
- موقع وزارة الخارجية اللوكسمبورغية